# 情報特急546
情報特急546（じょうほうとっきゅう546）はCS放送鉄道チャンネルで2011年8月13日から2012年11月15日まで放送された30分の情報番組。放送開始当初の番組名は当時の鉄道チャンネルのチャンネル番号にちなみ情報特急255だったが、鉄道チャンネルがハイビジョン放送開始によりチャンネル番号が546になるのに合わせて番組名が変更になった。
本稿では鉄道チャンネルによる情報番組の歴史についても記載する。

## 出演者
- ダーリンハニー
- 久野知美
- ステーション♪（準レギュラー）

## スタッフ
- 企画・プロデューサー：山守文雄

## 鉄道チャンネルによる情報番組の歴史
- 2011年
  - 8月13日 - 情報特急255が放送開始。
  - 10月 - ステーション♪が準レギュラーとして出演。
- 2012年
  - 10月 - 番組名が情報特急546に改題。
  - 11月15日 - 情報特急546が放送終了。
- 2014年
  - 11月7日 - 情報特急546が放送終了してから約2年ぶりとなる情報番組、鉄道ニュース546が放送開始。
  - 12月26日・27日 - 7時間半の特番『朝まで生テツ』を放送。
- 2015年
  - 3月13日・14日 - 7時間半の特番『朝まで生鉄』第2弾を放送。
  - 5月4日・6日 - 鉄道ニュース546 放送20回を記念して『アフタートーク集』（#1・2）を放送。
  - 7月31日・8月1日 - 7時間半の特番『朝まで生鉄』第3弾を放送。
  - 9月19日・22日 - 鉄道ニュース546『アフタートーク集』（#3・4）を放送。
  - 12月25日 - 鉄道ニュース546（#56）を1時間の拡大版として放送。
- 2016年
  - 1月3日・17日 - 鉄道ニュース546『アフタートーク集』（#5・6）を放送。
  - 2月12日・AbemaTV FRESH! でのストリーミング配信開始
  - 3月25日・26日 - 『朝まで生鉄』第4弾を放送。鉄道ニュース546は、朝まで生鉄内にて1時間の拡大版として放送された。
  - 4月9日 - 鉄道ニュース546『アフタートーク集』（#7）を放送。
  - 4月22日 - 鉄道ニュース546（#71）を初めてスタジオを離れて書泉ブックタワーでの公開生放送。放送時間（20:00 - 20:30）
  - 8月26日 - 鉄道ニュース546（#88）にて、放送開始からMC（キャスター）を担当していた三浦友里が番組を卒業（ラストラン）。
  - 9月 - 週代わりでMC（キャスター）を担当、1週目（9月2日）近藤智美、2週目（9月9日）久野知美、3週目（9月16日）木村裕子等が担当。
  - 10月6日 - 鉄道ニュース546は、放送日時を木曜12:30 - 13:00に移動、2代目MC（キャスター）に近藤智美が就任。
- 2017年
  - 1月19日 - 3月 鉄道記者会見を放送開始。月1 13:00 - 13:30
  - 3月9日 - 鉄道ニュース546（#113）を1時間の拡大版として放送。
  - 3月30日 - 鉄道ニュース546が放送終了。
  - 4月 - 鉄道ニュースアプリでの配信開始。近藤の単独での担当。（不定期配信）
  - 6月 - 2人目のキャスター（リポーター）として柏原美紀が担当、近藤も引き続き担当するが近藤がいつ卒業したのかは不明
- 2018年9月1日 - 極めて!鉄分!! 道!DO!!どう!？ 放送開始
- 2019年 - しゃべ鉄気分!に番組タイトルを変更してリニューアルしYouTubeでも配信
- 2020年6月 - 柏原美紀に代わり、蜂谷あす美と三江彩花が担当、原則毎週水曜日にYouTubeとLINE LIVEにて生配信。
- 2023年1月25日 - LINE LIVEのサービス終了に伴い、しゃべ鉄気分！の生配信終了(最終回)

　　• 2023年中 - 2020年6月のしゃべ鉄気分！の生配信開始と同時に開始したYouTube動画コンテンツ(水曜日(三江彩花)、金曜日(蜂谷あす美))終了予定。